# Pavia (Iloilo)
Pavia è una municipalità di terza classe delle Filippine, situata nella Provincia di Iloilo, nella Regione del Visayas Occidentale.
Pavia è formata da 18 baranggay:
- Aganan
- Amparo
- Anilao
- Balabag
- Cabugao Norte
- Cabugao Sur
- Jibao-an
- Mali-ao
- Pagsanga-an
- Pal-agon
- Pandac
- Purok I (Pob.)
- Purok II (Pob.)
- Purok III (Pob.)
- Purok IV (Pob.)
- Tigum
- Ungka I
- Ungka II